# Dieter Riedel
Dieter Riedel (Gröditz, 16 de Setembro de 1947) é um ex-futebolista profissional alemão que atuava como atacante, campeão olímpico.

## Títulos
Alemanha Oriental
- Jogos Olímpicos: 1976

## Ligações Externas
- Perfil na Sports Reference